# Laserteleskop

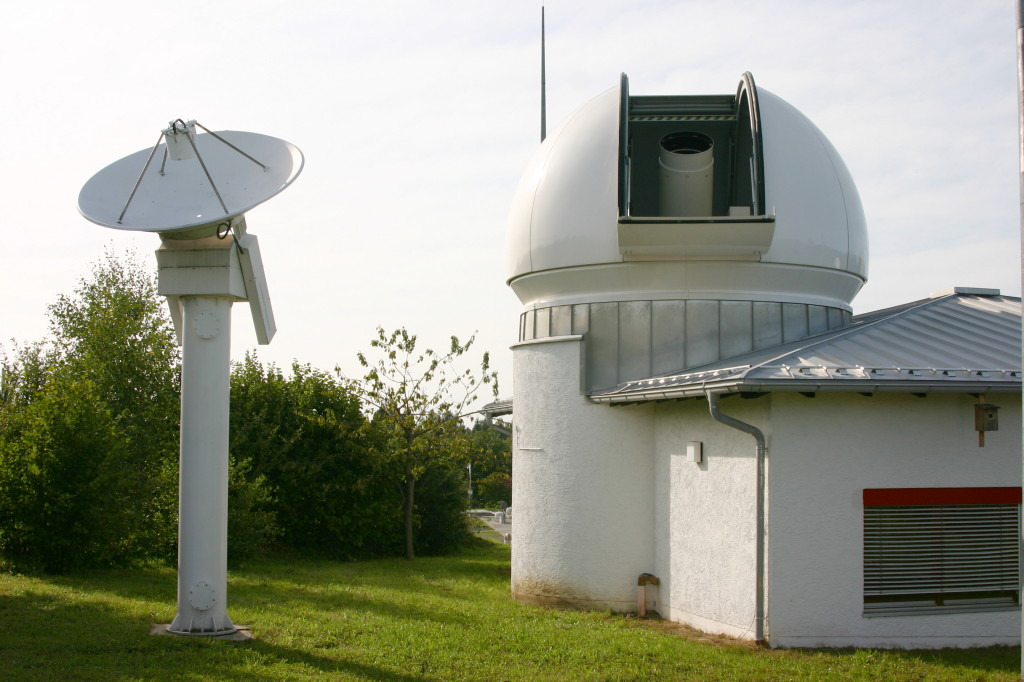
Laser Ranging System des geodätischen Observatoriums Wettzell in Bayern.

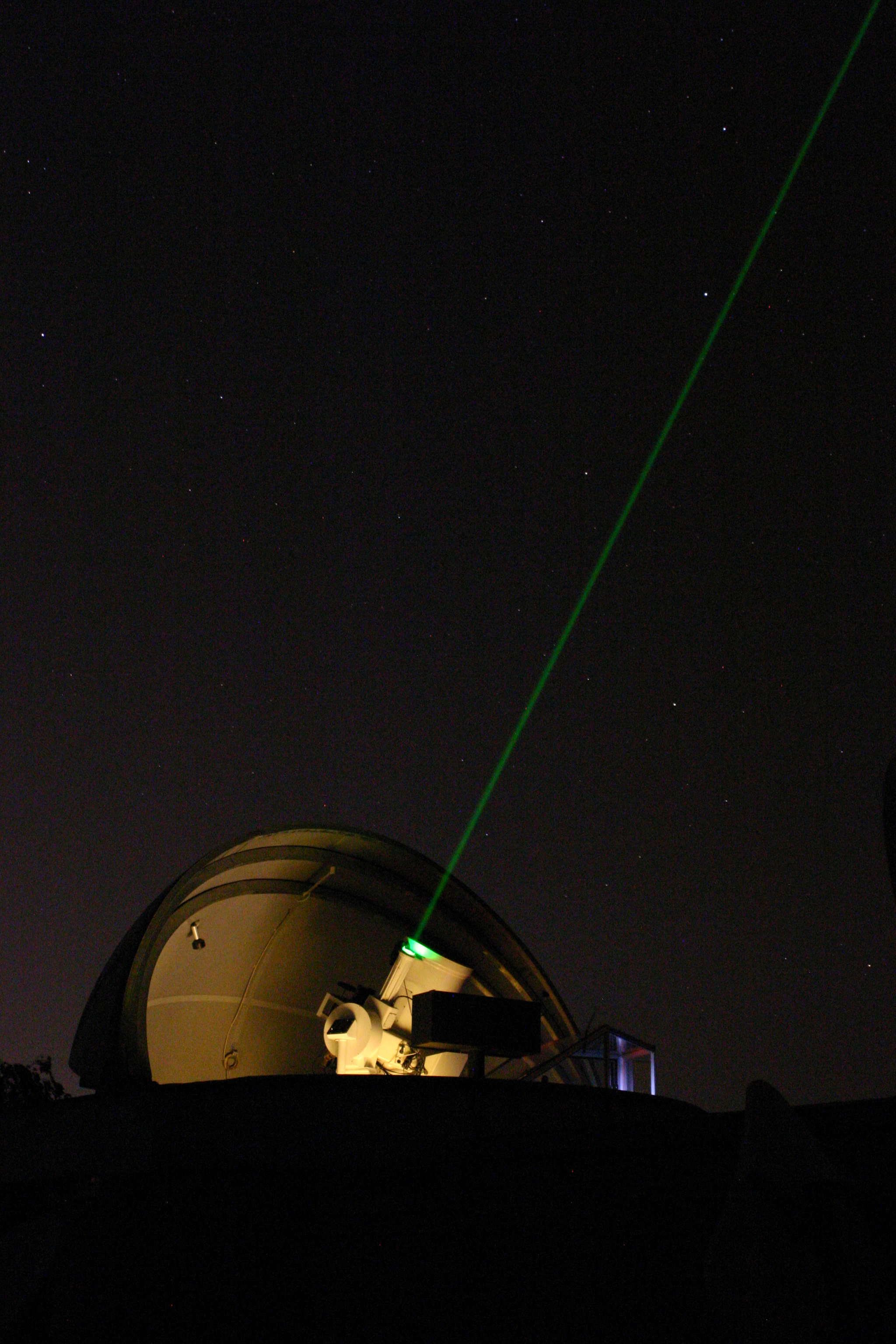
Laserteleskop der Satellitenstation Graz-Lustbühel

Laserteleskop ist die Kurzbezeichnung für ein Teleskop mit lichtelektrischem Empfänger, das für Laser-Distanzmessungen zu Erdsatelliten (Satellite Laser Ranging, SLR) und zum Mond (Lunar Laser Ranging, LLR) eingesetzt wird.
Es handelt sich meist um Spiegelteleskope mit 40 bis 80 cm Öffnung und einigen Metern Brennweite. Bei Instrumenten der 3. und 4. Generation (seit etwa 1990) dient dieselbe Optik zum Aussenden und Empfangen der Laserstrahlen. Diese Strahlen werden am Satelliten von Tripelspiegeln in die Herkunftsrichtung reflektiert; ihre Laufzeit ergibt die doppelte Entfernung zum Satelliten.
Die Trennung der beiden Strahlengänge erfolgt mittels eines halbdurchlässigen Spiegels, die elektronische Umschaltung zwischen Sende- und Empfangsmodus unter Maßgabe der Torzeit – jener kurzen Zeitspanne, nach der frühestens mit dem reflektierten Signal zu rechnen ist. Bei Erdsatelliten beträgt die Torzeit einige Millisekunden, beim Mond 2,5 Sekunden.
Ältere Geräte hatten für den Laser eine eigene Sendeoptik.
Auch die Messfernrohre moderner Theodolite und Tachymeter sind kleine Laserteleskope, mit denen auf ähnliche Art die Distanzen zu Vermessungspunkten bestimmt werden. Wegen der geringeren Laserintensität (Reichweite etwa 200 bis 2000 m Distanz) kann die Richtungsmessung (visuelles Okular +Fadennetz), der Laser und seine Empfangsoptik koaxial in den nur 10–15 cm langen Messfernrohren untergebracht werden.
Spezielle Anwendungen kleiner Laserteleskope sind Justier- und Kanallaser sowie die Lasertracker.